# HD98851
HD98851 — хімічно пекулярна зоря спектрального класу F1, що має видиму зоряну величину в смузі V приблизно  7,4.
Вона  розташована на відстані близько 558,5 світлових років від Сонця.

## Пекулярний хімічний склад
Зоряна атмосфера HD98851 має підвищений вміст 
Sr
.